# Celestún
Celestún ist ein Fischerdorf mit ca. 6000 Einwohnern im Nordwesten der mexikanischen Halbinsel Yucatán am Golf von Mexiko. Die Kleinstadt ist Verwaltungssitz des Municipio Celestún.
Der Ortsname wird häufig synonym für das angrenzende Biosphärenreservat Reserva de la biosfera Ría Celestún, ein artenreiches Naturschutzgebiet aus Ria-, Lagunen- und Mangroven-Landschaft, verwendet. Das Biosphärenreservat ist bekannt für seine hohe Flora- und Faunadiversität. In der Flussmündung Estero lebt die, neben dem Vorkommen in Ría Lagartos, einzige Kolonie von Kubaflamingos in Mesoamerika. Das Mangrovengebiet von Celestún wurde 2004 zum UNESCO-Biosphärenreservat erklärt.

## Lage und Klima
Die den Ort Celestún umgebende Mangrovenlandschaft liegt westlich einer vorgelagerten Sanddüne am Golf vom Mexiko auf Meereshöhe.
Hydrologische Besonderheiten sind in dem naturgeschützten Mangrovengebiet die Süßwasserquellen Baldiosera und Cambay. Die Quellen dienen zur Süßwasserversorgung der einheimischen Bevölkerung. In den von Süßwasser eingespeisten Naturseen ist das Baden möglich.
Westlich des Sees liegen die Fischerdörfer Xixin und Cholul. Durchtrennt wird die Flussmündung durch die Straßenbrücke der Fernstraße von Mérida zum Sandstrand des Fischerdorfs Celestún.

## Flora und Fauna
Entlang des Mangrovenufers findet man eine weltweit einzigartige arten- und sortenreiche Flora und Fauna vor.

### Flora
Der Mangrovenwald setzt sich aus immergrünen Salzpflanzen zusammen. Diese besitzen zum Teil Stelzwurzeln zur Verankerung im weichen Schlamm. Die senkrecht aus dem Brackwasser ragenden Luftwurzeln versorgen die Pflanzen zusätzlich mit Sauerstoff. Somit passen sie sich dem sauerstoffarmen Bodenverhältnissen an. Die Mangrovenpflanzen vermehren sich durch vivipare(lebendgebärende) Vermehrung. Auf der Mutterpflanze keimen junge Pflanzen aus. Wichtige Gattungen sind in Celestún Bruguiera, Rhizophora, Ceriops, Avicennia und Sonneratia. Das beständige Wachstum der Mangrovenpflanzen fördern die zunehmende Verlandung der Lagune.

### Fauna

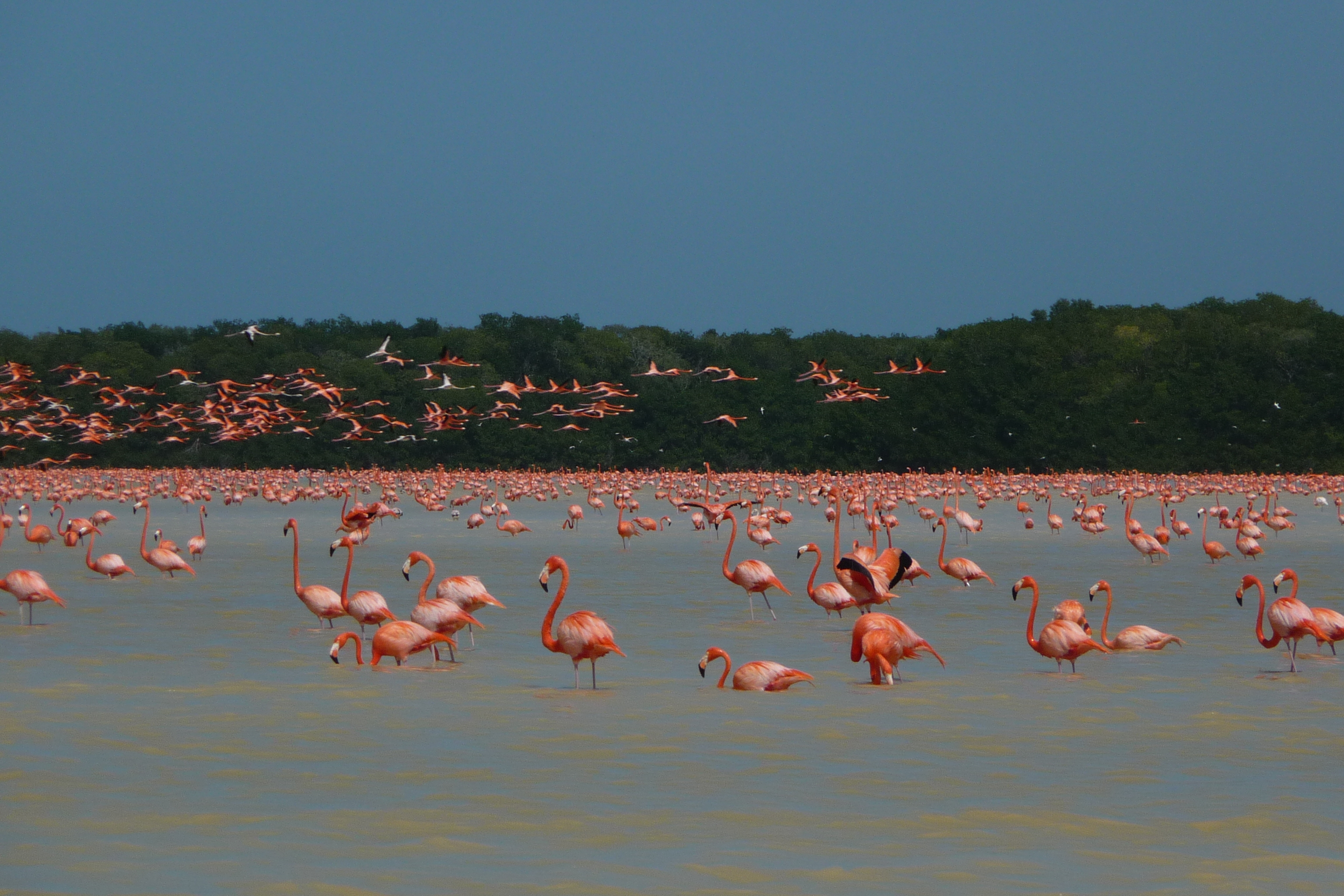
Flamingokolonie in der Lagune von Celestún

Von Dezember bis März überwintern in Celestún zahlreiche nordamerikanische Wasservögel.
Die in der Flussmündung liegende Isla de los pajaros (Vogelinsel) ist ein bevorzugter Brutplatz der Vögel im Sumpf von Celestún. Zu den Lebewesen in Celestún gehören neben Fischen, Garnele und Muscheln zahlreiche Vogelarten wie z. B. Braunpelikan, Fregattvogel, Kormoran, Krabbenreiher, Schneesichler und Mangrovebussard. Dem Kubaflamingo, einer Unterart des Rosaflamingos, dient der Mangrovensee als Rast-, Nahrungs- und Brutstätte.
Zu den 234 nachgewiesenen Säugetieren im Mangrovenwald von Celestún gehören neben Ozelot, Jaguar, Langschwanzkatze auch der in seinem Bestand bedrohte Geoffroy-Klammeraffe. Darüber hinaus ist das Mangrovengebiet Lebensraum von Beulenkrokodil und Spitzkrokodil sowie der Grünen und der Loogerhead-Schildkröte.
In dem angrenzenden niedrigen Dschungel leben zahlreiche Insekten. Insbesondere subtropische Schmetterlinge und Termiten bevölkern den Wald. Garnelen bevölkern im westlichen Pointe Ninum die Flussmündung.

## Wirtschaft
Wirtschaftlich wurde in Celestún zunächst in einer Salzsaline Salz gewonnen. Nachdem der Salzabbau aufgegeben wurde erinnert nunmehr nur noch die alte Saline und die Ranch Real Salias an die einstige Urproduktion von Salz. Landwirtschaftlich wurde das Gebiet nicht genutzt. Die breite Flussmündung Estero ermöglicht im seichten Salzwasser der Lagune eine Beschiffung mit kleinen Motorbooten. Mayajäger durchstreifen zur Eigenversorgung mit Wildfleisch den Dschungel. Die Flussmündung wird von kleinen Booten in Netzfangtechnik befischt.
Heute ist Celestún ein beliebtes mexikanisches Touristenziel. Ablegestelle für die touristischen Bootsausflüge ist der kleine Anlegerhafen Unidad de Servicios nahe der Autostraßenbrücke. Zahlreiche kleinere Restaurants bieten der einheimischen Bevölkerung in der Reisesaison befristete Arbeitsplätze.

## Umwelteinflüsse
Der Tourismus wird behutsam und den örtlichen Gegebenheiten entsprechend ökologisch verträglich betrieben. Jedoch hat die große Population von Wasservögeln zu einer Zerstörung des Laubes an den umliegenden Bäumen geführt. Durch Erosion bildete sich seither eine Savannenlandschaft aus. Die kultivierten Kokospalmen auf der vorgelagerten Sanddüne wurden von einem Herbizidbefall weitgehend zerstört. Daraufhin wurde mit Unterstützung der mexikanischen Regierung erfolgreich eine pilzresistente Varietät aufgeforstet.

## Bildergalerie

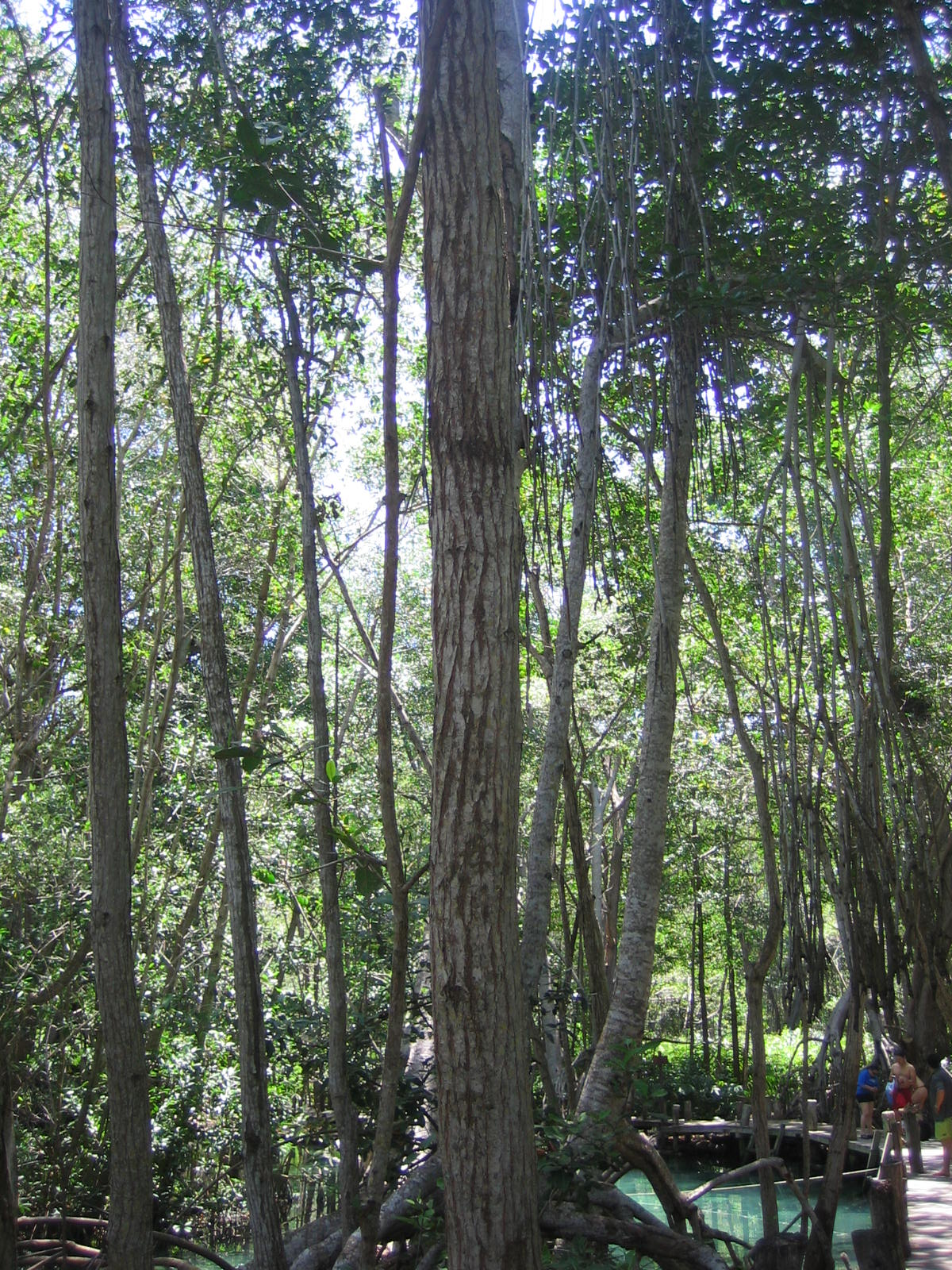
Mangrovenwald mit Süßwasserquelle
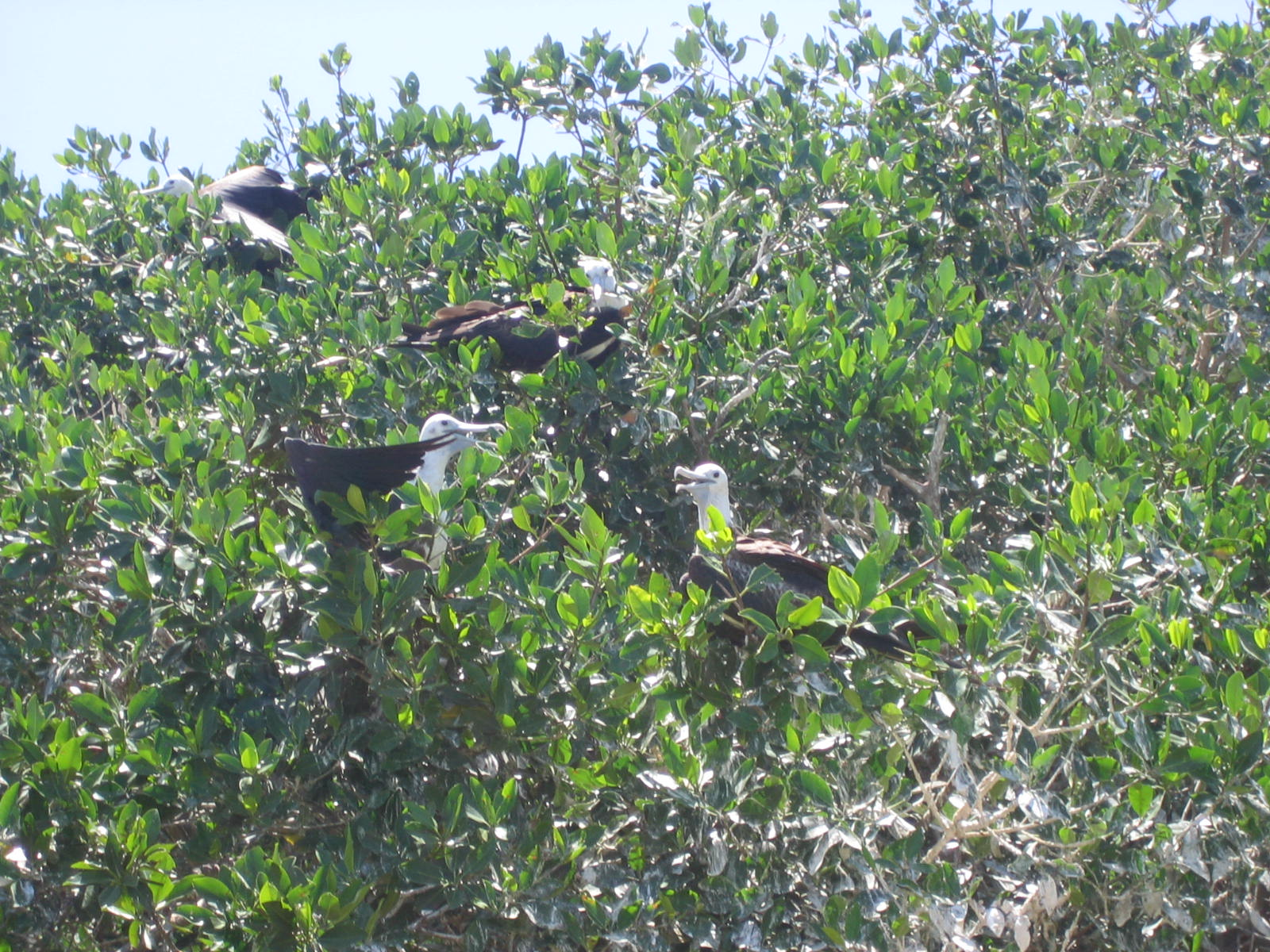
Fregattvögel
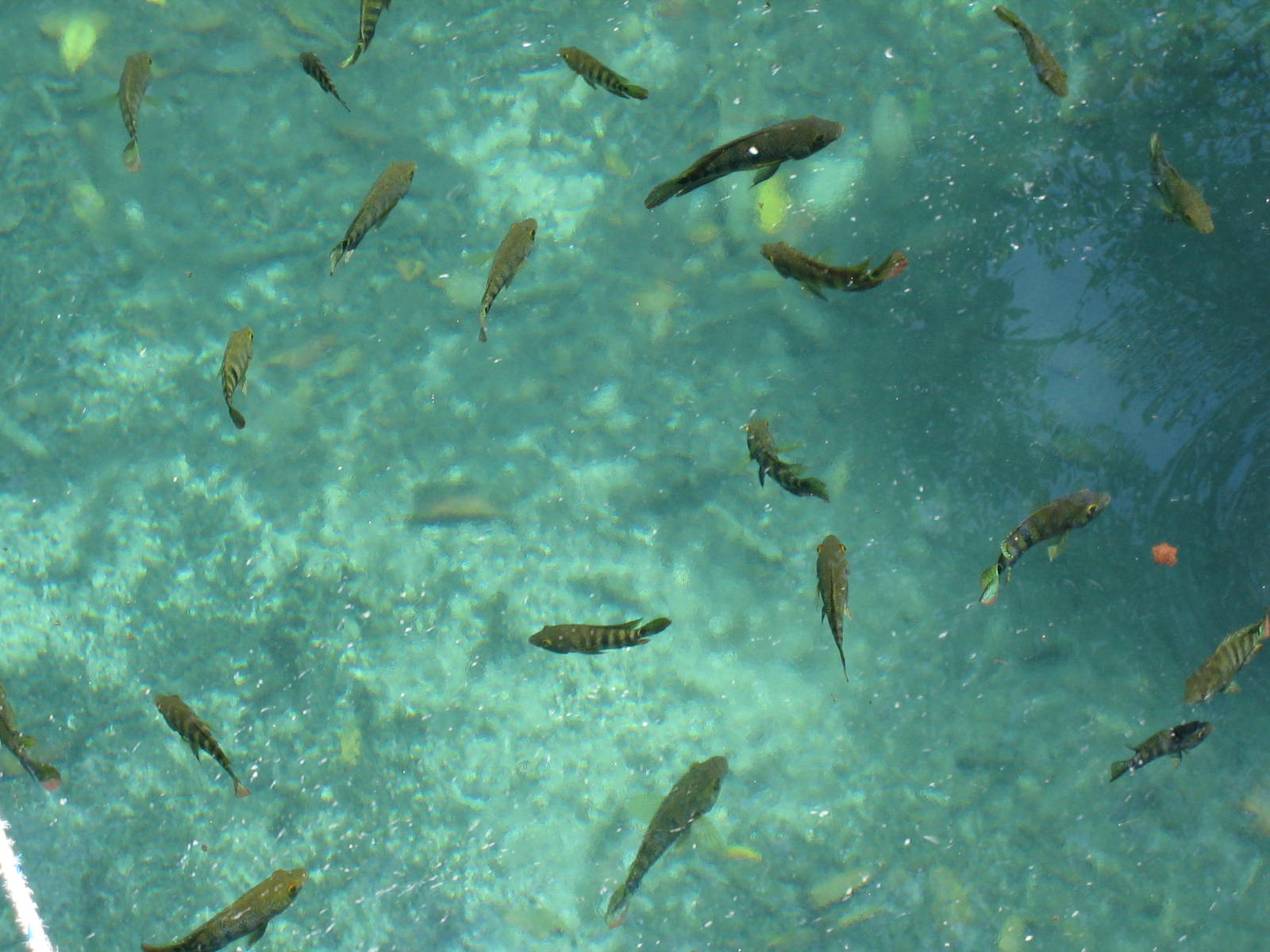
Fische in der Mangrove
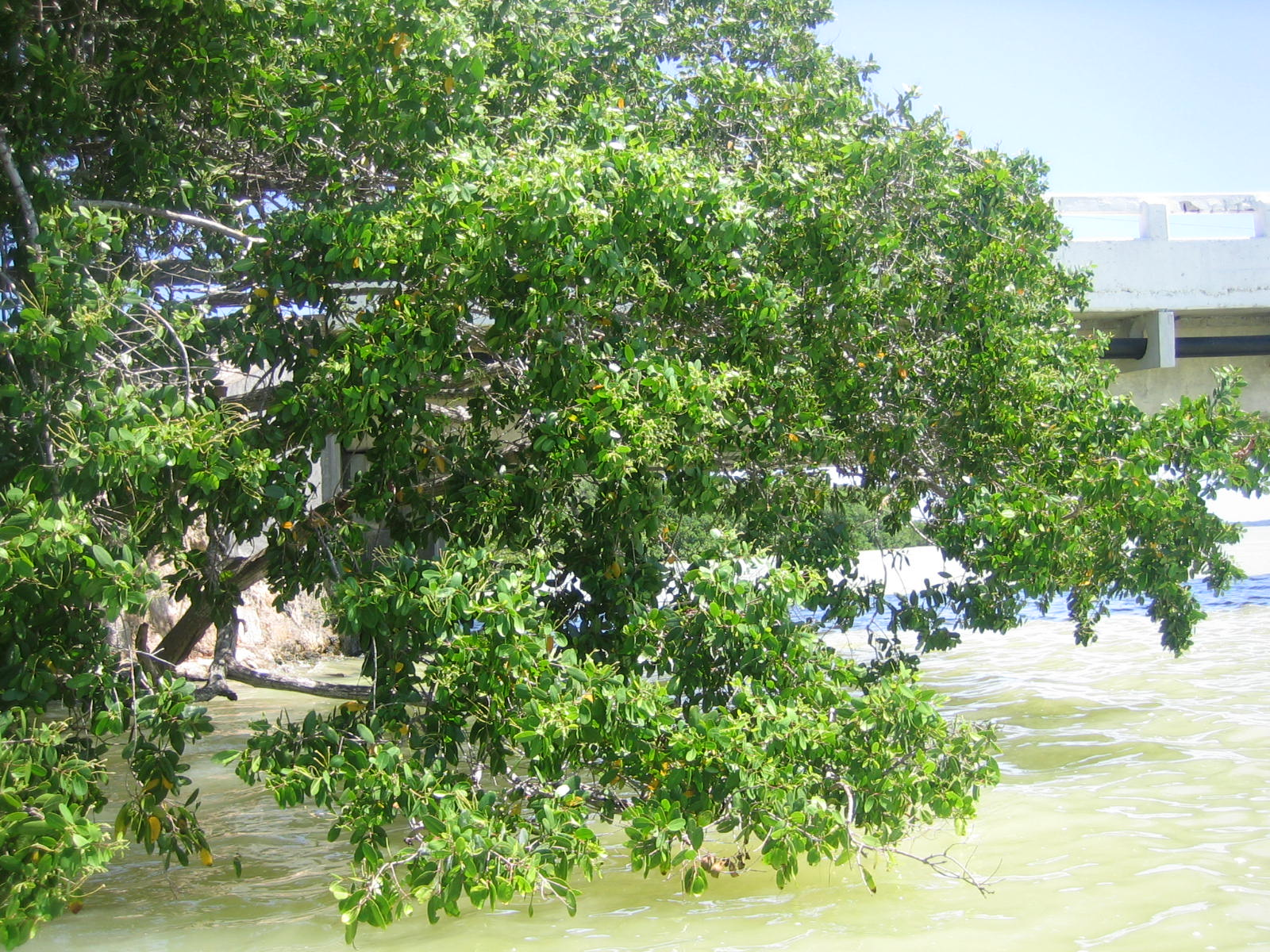
Brücke nach Merida
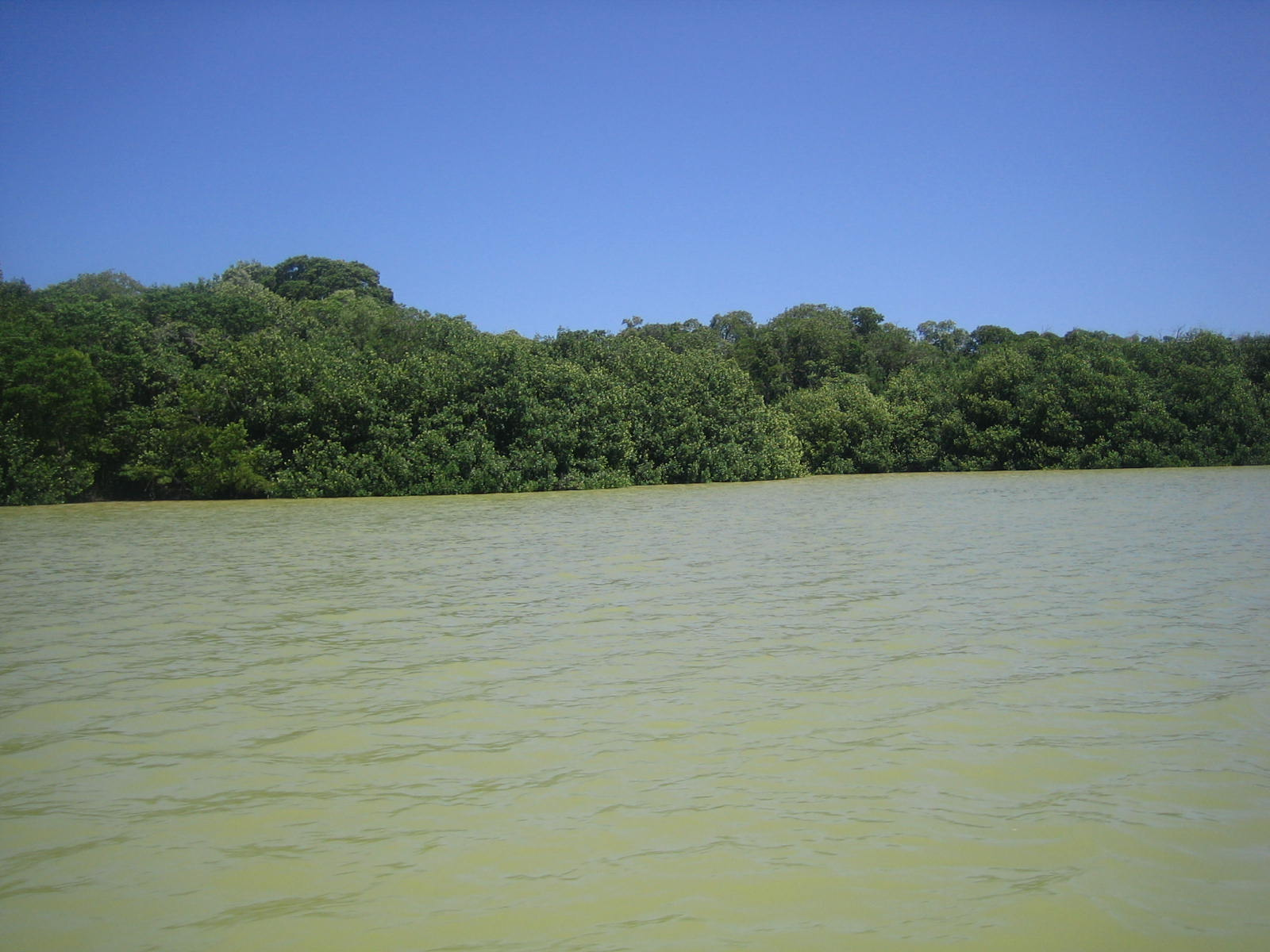
Seeufer der Mangrove
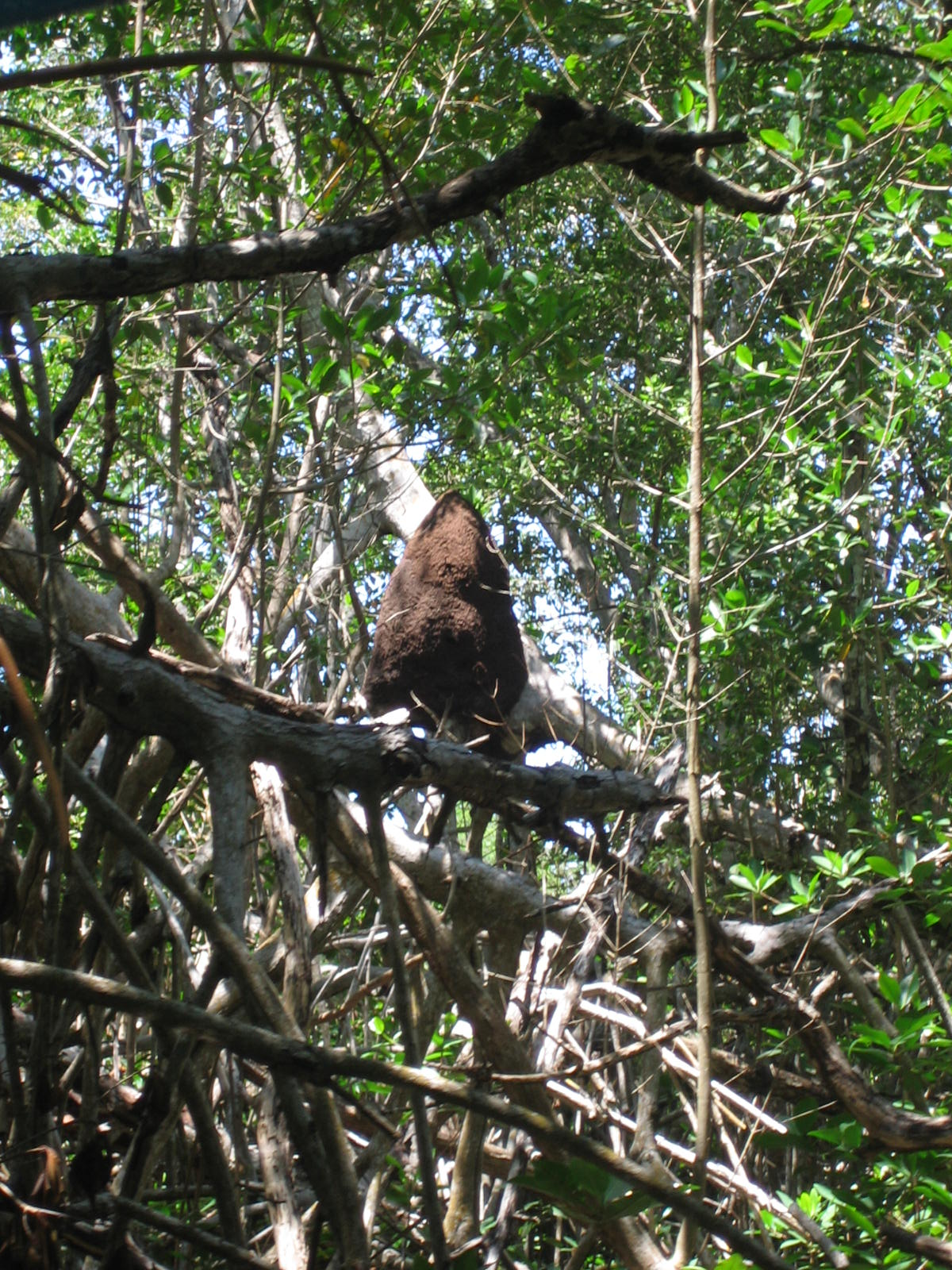
Termitenhügel in der Mangrove
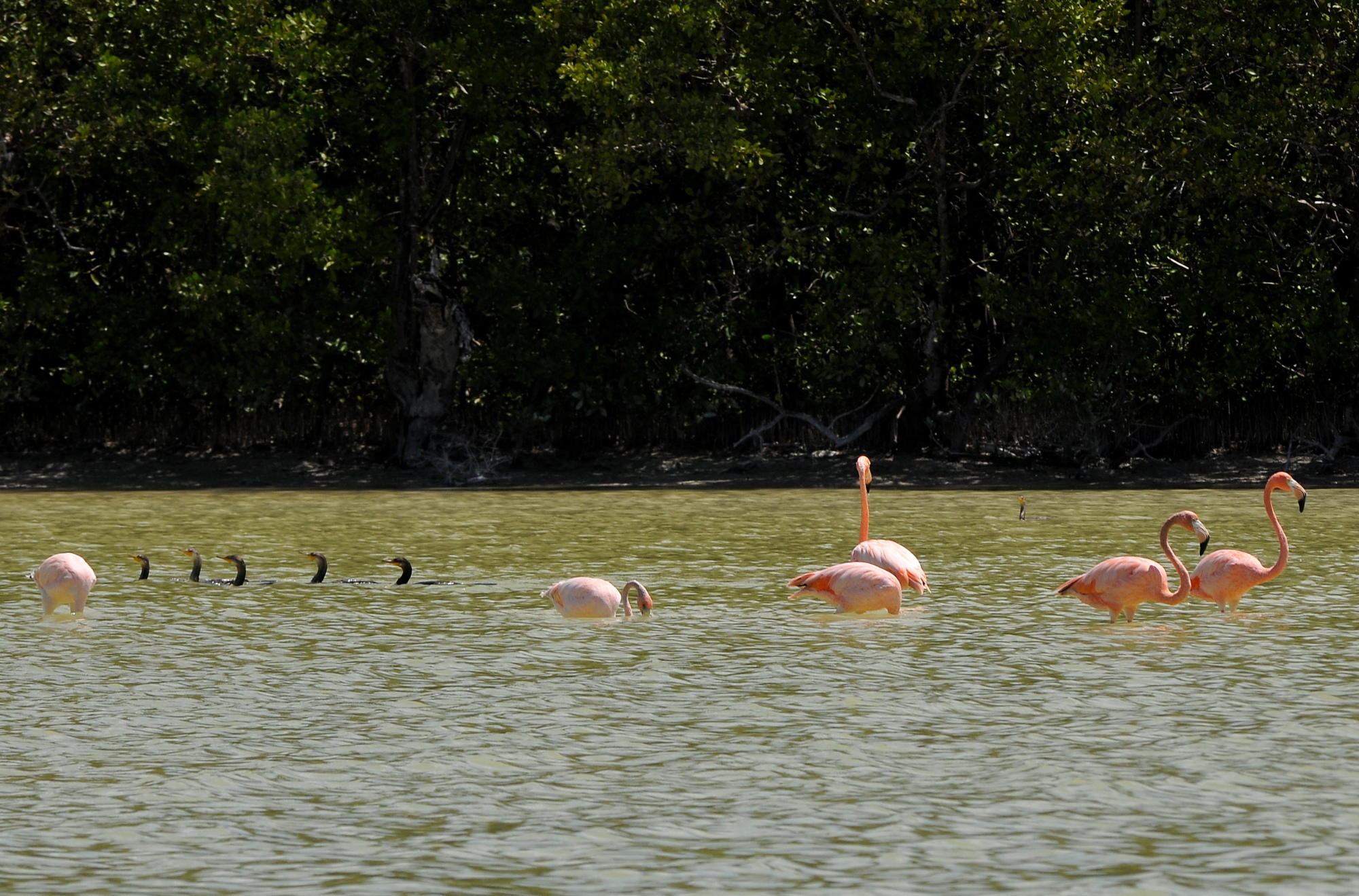
Flamingos und Kormorane
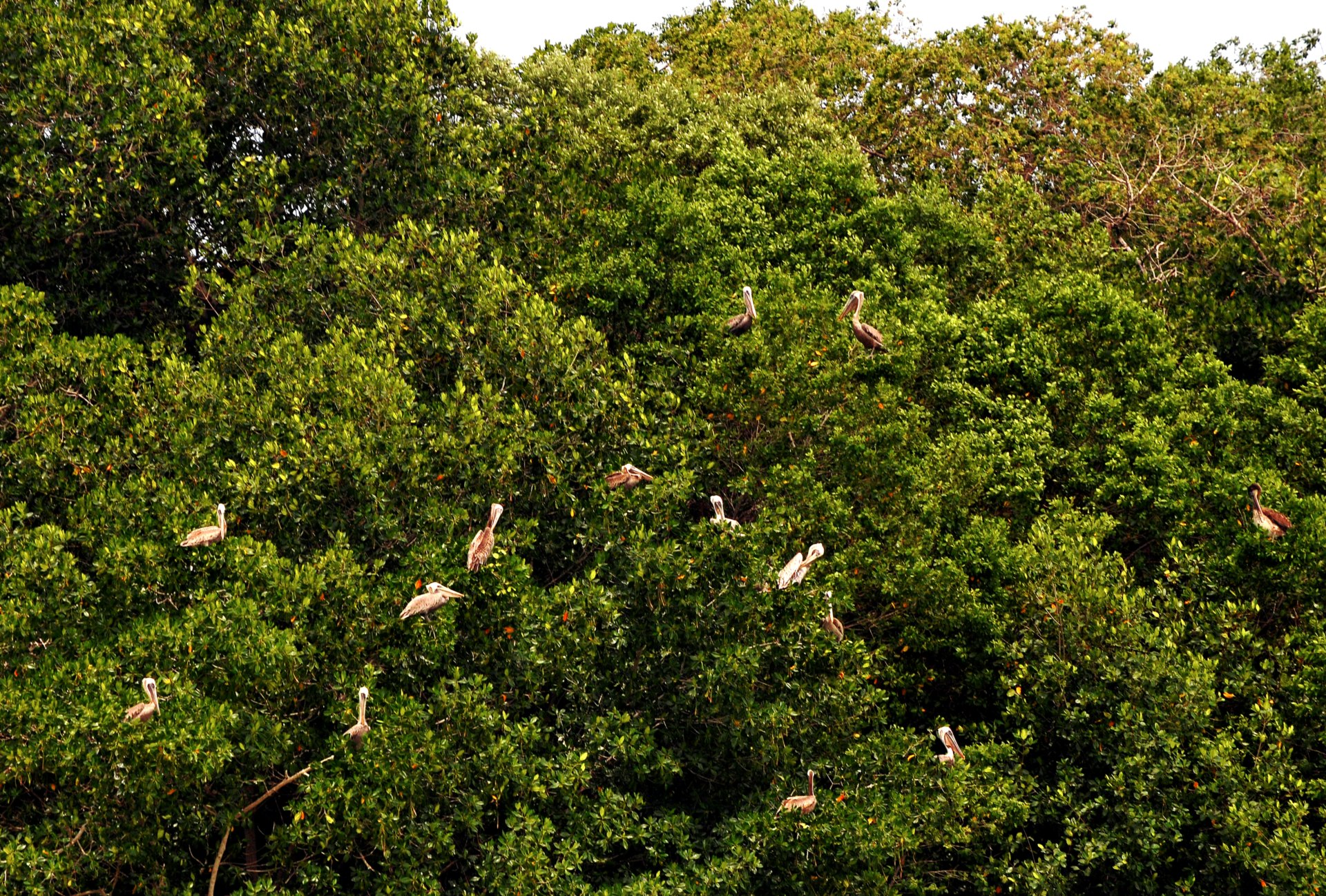
Pelikane in den Mangroven